# Supercoppa spagnola 2012 (pallacanestro maschile)
La Supercoppa spagnola 2012  è la 9ª Supercoppa spagnola di pallacanestro maschile, organizzata dalla ACB e la 13ª edizione in generale. È anche chiamata Supercoppa Endesa per motivi di sponsorizzazione.
I quattro club partecipanti furono:
- Saragozza, squadra ospitante
- Barcellona, campione di Spagna 2011-12
- Real Madrid, vincitore della Copa del Rey 2012
- Valencia, finalista dell'Eurocup 2011-12

## Tabellone
|  | Semifinali | Semifinali  | Semifinali  |             |            | Finale     | Finale | Finale |  |
|  |            |             |             |             |            |            |        |        |  |
|  | 2          | Barcellona  | 77          |             |            |            |        |        |  |
|  | 2          | Barcellona  | 77          |             |            |            |        |        |  |
|  | 4          | Valencia    | 63          |             |            |            |        |        |  |
|  | 4          | Valencia    | 63          |             | Barcellona | Barcellona | 84     |        |  |
|  |            |             |             |             | Barcellona | Barcellona | 84     |        |  |
|  |            |             | Real Madrid | Real Madrid | 95         |            |        |        |  |
|  | 1          | Saragozza   | Real Madrid | Real Madrid | 95         | 61         |        |        |  |
|  | 1          | Saragozza   |             |             |            |            |        |        |  |
|  | 3          | Real Madrid | 72          |             |            |            |        |        |  |

## Semifinali
| Arbitri: | Emilio Pérez Pizarro Antonio Conde Carlos Peruga |

|                      |            |                             |
| Mickeal 15           | Punti      | 14 Faverani                 |
| Huertas 5            | Assist     | 2 Marković, Martínez, Ribas |
| Lorbek 9             | Rimbalzi   | 6 Faverani                  |
| Xavier Pascual Vives | Allenatori | Velimir Perasović           |

| Arbitri: | Juan Carlos García González Oscar Perea Jiménez Trujillo |

|                |            |             |
| Rudež 17       | Punti      | 14 Mirotić  |
| Roll 5         | Assist     | 5 Rodríguez |
| Aguilar 7      | Rimbalzi   | 11 Mirotić  |
| José Luis Abós | Allenatori | Pablo Laso  |

## Finale
| Arbitri: | Emilio Pérez Pizarro Antonio Conde Juan Carlos García González |

| |            | |
| Jawai 20 | Punti      | 22 Fernández |
| Huertas 7 | Assist     | 3 Rodríguez |
| Ingles 5 | Rimbalzi   | 5 Fernández, Llull, Reyes |
| 9 Huertas• 20 Ingles• 25 Lorbek• 33 Mickeal• 44 Tomić 8 Sada • 10 Abrines• 14 Todorović• 18 Wallace• 22 Rabaseda• 32 Jawai | Formazioni | 5 Fernández• 8 Suárez• 12 Mirotić• 23 Llull• 44 Slaughter 4 Draper• 7 Pocius• 9 Reyes• 13 Rodríguez• 14 Hernangómez• 16 Begić• 20 Carroll |
| Xavier Pascual Vives | Allenatori | Pablo Laso |